# سوسانه نیلسون
سوسانه نیلسون (دانمارکی: Susanne Nielsson؛ زادهٔ ۸ ژوئیهٔ ۱۹۶۰) شناگر اهل دانمارک بود.